# Rhynchopyga castra
Rhynchopyga castra là một loài bướm đêm thuộc phân họ Arctiinae, họ Erebidae.